# Desmognathus brimleyorum
Desmognathus brimleyorum é uma espécie de salamandra da família Plethodontidae.
É endémica dos Estados Unidos da América.
Os seus habitats naturais são: rios e rios intermitentes.
Está ameaçada por perda de habitat.